# Paul Hopkins
Pour les articles homonymes, voir Hopkins.
Paul Henry Hopkins (né le 25 septembre 1904 à Chester, Connecticut - mort le 2 janvier 2004 à Middletown, Connecticut) était un joueur de baseball professionnel américain. 
Paul Hopkins débute en Major League le 29 septembre 1927. Lanceur droitier, il joua pour les Senators de Washington (1927, 1929) et les Browns de Saint-Louis (1929).
Hopkins meurt à Middletown (Connecticut) à 99 ans. Au moment de sa mort, il était le doyen des joueurs de MLB.